# Никола Иванов-Балтон
Вижте пояснителната страница за други личности с името Никола Иванов.
Никола Иванов-Балтон (на македонска литературна норма: Никола Иванов-Балтон) е виден художник от Република Македония.

## Биография
Роден в 1948 година в Щип. Завършва Факултета за художествени изкуства на Скопския университет в класа на Петър Мазев. Никола Иванов-Балтон живее и твори в Скопие.
Умира на 31 декември 2012 година. До смъртта си заема длъжността генерален секретар на Дружеството на художниците на Македония.

## Творчество
Основно място в творчеството на Иванов има живописта, но той еднакво се интересува и твори в обласъъа на витража и мозайката, създавайки многобройни дела в тези две техники.
Колективни изложби
- Белград, Скопие, Подгорица, Дензли, Париж, Вилмингтон, Ню Йорк, Детройт

Самостоятелни изложби
- 1968 Белград
- 1976 Битоля
- 1986 Скопие
- 1987 Подгорица
- 1992 Лейза, Швейцария
- 1993 Струмица
- 1993 Скопие
- 2000 Скопие
- 2001 Скопие
- 2005 Париж
- 2009 София[3]

Награди
- 1970 Млади художници на град Скопие
- 1984 „11 октомври“
- 1986 Музей на съвременното изкуство, „Аkвизиции VI“
- 1994 „Лазар Личеноски“, Скопие
- 2011 „Нерешки майстори“[4]